# Astragalus durandianus
Astragalus durandianus es una especie de planta del género Astragalus, de la familia de las leguminosas, orden Fabales.

## Distribución
Astragalus durandianus se distribuye por Irán.

## Taxonomía
Fue descrita científicamente por Aitch. & Baker. Fue publicado en Transactions of the Linnean Society of London. Botany 3: 54 (1886).